# Еміліо Йовіо
Еміліо Йовіо (італ. Emilio Iovio; 9 березня 1962, м. Гамільтон, Канада) — італійський хокеїст, центральний нападник. 
Виступав за «Садбері Вулвс» (ОХЛ), ХК «Варезе», ХК «Больцано», ХК «Мілан», «Ганновер Скорпіонс», «Валь-Пустерія Вулвз».
У складі національної збірної Італії учасник зимових Олімпійських ігор 1992 і 1994, учасник чемпіонатів світу 1982, 1991 (група B), 1992, 1993 і 1994.
Досягнення
- Чемпіон Італії (1987, 1994).